# Соловьёв, Николай Владимирович (Герой Социалистического Труда)
Николай Владимирович Соловьёв (2 января 1925 — 11 июня 2002) — передовик советского машиностроения, бригадир слесарей, затем — инженер-технолог Коломенского тепловозостроительного завода имени В. В. Куйбышева, Московского областного совнархоза, Герой Социалистического Труда (1963).

## Биография
Родился в 1925 году в городе Коломне, Московской области в рабочей русской семье. Окончил 7 классов школы.
С 1941 года начал трудовую деятельность. Работать стал учеником слесаря в цехе №11 Тепловозостроительного завода в городе Коломне. После окончания войны стал трудиться на сборке колёсных пар для паровозов серии Л. За пятую пятилетку завод выпустил 873 паровоза, изготовил 200 тысяч тонн тюбингов. 
После прекращения выпуска паровозов и переход на конструирование тепловозов была создана бригада под руководством Соловьёва по обработке поршневых колец. Через год бригада стала заниматься сборкой маслопрокачивающих насосов тепловозных двигателей. В 1956 году был выпущен первый тепловоз ТЭЗ. 
В апреле 1959 года бригада Соловьёва дала продукции на 7 % больше. Постоянно побеждала в социалистических соревнованиях и была признана бригадой коммунистического труда. С 1960 по 1962 годы бригада сумела в два раза увеличить выпуск продукции За четыре года выполнила план на семь лет. 
Указом Президиума Верховного Совета СССР от 20 сентября 1963 года (закрытым) за достижение высоких показателей в производстве Николаю Владимировичу Соловьёву присвоено звание Героя Социалистического Труда с вручением ордена Ленина и медали «Серп и Молот».
В 1959 году завершил обучение в политехническом институте. Имел диплом инженера-технолога. Только в 1968 году перешёл на инженерную работу. В середине 1970-х занимал должность старшего технолога и участвовал в выпуске тепловозов ТЭП60 и ТЭП70 — самого мощного пассажирского локомотива. 
В 1985 году вышел на заслуженный отдых. 
Проживал в городе Коломне. Умер 11 июня 2002 года. Похоронен на Старом городском кладбище в Коломне.

## Награды
За трудовые успехи удостоен:
- золотая звезда «Серп и Молот» (20.09.1963)
- орден Ленина (20.09.1963)
- Медаль «За трудовую доблесть» (28.05.1960)
- другие медали.